# Marmellar de Abajo
Marmellar de Abajo es una localidad situada en la provincia de Burgos, comunidad autónoma de Castilla y León (España), comarca de Alfoz de Burgos, ayuntamiento de Pedrosa de Río Úrbel.

## Datos generales

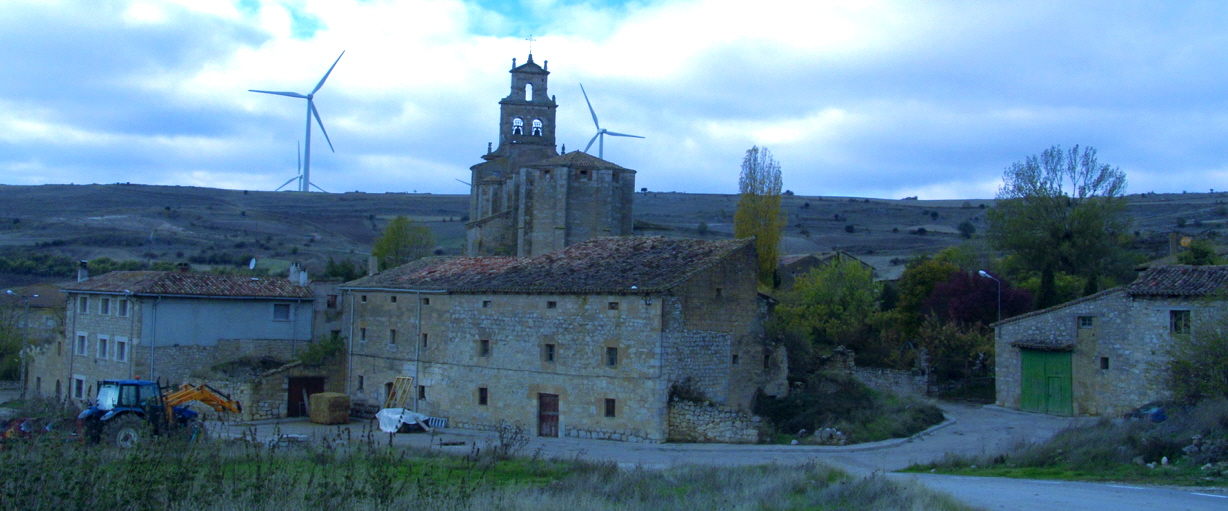
Parque eólico y casco urbano.

En 2006, contaba con 38 habitantes. Está situada 3,5 km al este de la capital del municipio, 
Pedrosa, junto a la localidad de Marmellar de Arriba, ambas en el valle del arroyo Carramarmellar, afluente del Úrbel. Se encuentra a 17 kilómetros de la capital de la provincia, Burgos. Sus fiestas patronales se celebran el 12 de octubre.

## Comunicaciones
- Carretera: carretera local de acceso desde la CL-622 a la altura de Arroyal y caminos desde Pedrosa, Villarmentero y Páramo del Arroyo.
- Código Postal: 09131

## Topónimo
El origen del nombre de Marmellar es el mismo de los antiguos tops. portg. Marmelar (siglo XIII) y Marmelal (1265), que aluden al árbol membrillo < latín MELĬMĒLLUM, muy apreciado por sus frutas durante el Medioevo. Cabe citar también el nombre del despoblado, también burgalés, de Marmellar, documentado con idéntica forma en 1011 según Gonzalo Martínez Díaz.

## Gentilicio
A los nacidos en Marmellar de Abajo se les llama "Navarros" pese a estar el pueblo en la provincia de Burgos.

## Historia
Lugar que formaba parte, del Alfoz y Jurisdicción de Burgos en el partido de Burgos, uno de los catorce que formaban la Intendencia de Burgos durante el periodo comprendido entre 1785 y 1833, tal como se recoge en el Censo de Floridablanca de 1787. Tenía jurisdicción de realengo con alcalde pedáneo.

## Demografía
| Gráfica de evolución demográfica de Marmellar de Abajo entre 1842 y 1960 |
| |
| Población de derecho según los censos de población del INE. Población de hecho según los censos de población del INE.Entre el censo de 1970 y el anterior, este municipio desaparece porque se integra en el municipio Pedrosa de Río Urbel. |

## Parroquia
Situada en un alto del centro del pueblo se encuentra la iglesia de Nuestra Señora de la Natividad, construida en el siglo XVII. En la que destaca su retablo, realizado por el escultor cántabro Juan de Bueras. Esta parroquia fue arreglada en 2013. Esta reforma se pagó con fondos procedentes de los vecinos a través de la Asociación de Propietarios de los Molinos y de la Asociación de Propietarios de Fincas Rústicas. La reforma consistió en un arreglo de la fachada consistente en el blanqueamiento, un rejuntado de piedras y una sustitución de las piedras más deterioradas. Además, se levantó el tejado en su totalidad y se colocaron telas amachambradas y asfálticas, se sometió a las piezas de madera a un tratamiento antipolillas, se sustituyeron las escaleras de madera del campanario por otras metálicas, se forró de piedras la pared del campanario y se colocaron telas metálicas en las ventanas para evitar la entrada de palomas que eran las mayores culpables del deterioro sufrido.

## Fiestas patronales
Sus fiestas patronales son el fin de semana más cercano al día 12 de octubre, día de la Virgen del Pilar. En ellas se corona un rey y una reina de fiestas, se celebran conciertos y verbenas, comidas populares, juegos para niños, etc. Realmente la patrona del pueblo es la Natividad de Nuestra Señora, cuya festividad es en agosto, pero por razones de trabajo en el campo se pospuso hace ya más de  años a este fin de semana de octubre.